# Kluyveromyces marxianus fragilis B03999

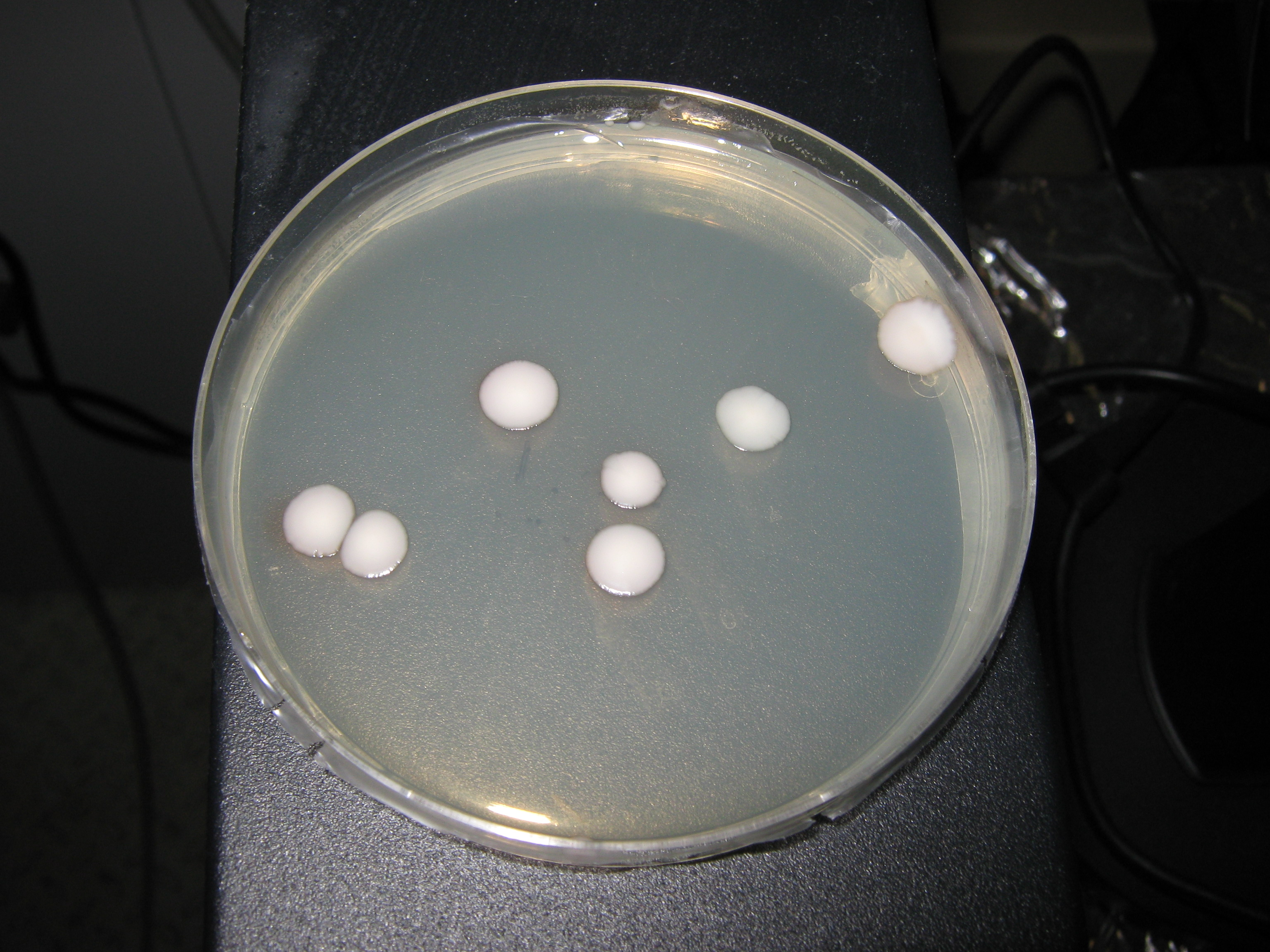
kolonie v Petriho misce

Kluyveromyces marxianus fragilis B03999 je mléčná kvasinka s aktivními probiotickými vlastnostmi, která se liší od laktobacilů, bifidobakterií i kvasinek Saccharomyces. Kmen je izolovaný ze syrovátky a sýřeniny kravského mléka (uložen je v Belgian Coordinated ve sbírce mikroorganismů (BCCM) a zařazen do seznamu Evropského úřadu pro bezpečnost potravin (EFSA) kvalifikované presumpce bezpečnosti).
K. marxianus B03999 je silně přilnavý kmen k slizničním povrchům. Jako eukaryotický typ buněk je obdařen zvýšenou enzymatickou aktivitou k laktóze (β-galaktosidázu). Kvasí laktózu s produkcí kyseliny mléčné. Enzymatická aktivita, v anaerobních podmínkách typických pro střeva, je typu homofermenter, v tom, že se štěpí molekuly glukózy na kyselinu mléčnou, bez produkce plynu (CO2). To přispívá k modulaci střevního prostředí a úpravě pH. Dochází ke snížení pH sliznic tlustého střeva a lepší fermentaci. Štěpením polysacharidů (hlavních složek buněčné stěny) – glukanu a mannanu na oligosacharidy se stimuluje růst Bifidobacterium spp. Změna střevní mikroflóry v souvislosti s probiotickou aktivitou snižuje toxicitu střevního obsahu, dochází ke změně poměru koliformních bakterií / Lactobacillus, a to ve prospěch druhé. Normalizuje se celkové IgE. K. marxianus B0399 zvyšuje koncentraci kyseliny octové i propionové jako hlavních konečných produktů fermentace cukrů.
Je zvláště odolný proti působení antibiotik i žaludečním šťávám. K. marxianus B03999 indukuje produkci prozánětlivých cytokinů IL-1, TNF-a, IFN-y a IL-6, které hrají klíčovou roli v obranných mechanismech hostitele. Produkují zymocíny (killer’s enzymy), které rozvolňují buněčnou stěnu i cytoplasmatickou membránu a dohází k úniku K i H iontů se zhroucením patogenu. Zymocín blokuje přepis DNA i činnosti Golgiho aparátu mikroorganismů. Má cytotoxický i cytostatický efekt.
K. marxianus B03999 významně zvyšuje hladiny bakterií patřících do rodu Bifidobacterium. Dochází k poklesu cytotoxického potenciálu i snížení toxicity střevního obsahu. Zlepšují se poruchy vstřebávání u chronické zácpy, dráždivého tračníku, nadýmaní a při intoleranci k laktóze, dochází také ke snížení infekcí urogenitálního traktu. Využívá se i v prevenci a normalizaci alergie u atopických onemocnění dětí.